# 610年代
610年代（ろっぴゃくじゅうねんだい）は、西暦（ユリウス暦）610年から619年までの10年間を指す十年紀。

## できごと

### 610年
- 日本、隋に使を派遣する。
- 東ローマ帝国でヘラクレイオスが皇帝に即位。
- ムハンマド・イブン＝アブドゥッラーフがイスラム教を興す。

### 611年
- 隋が高句麗遠征を開始（- 614年）。失敗に終わる。

### 613年
- 東ローマ帝国、サーサーン朝ペルシアにシリア地方を奪われる。

### 617年
- サーサーン朝が東ローマ帝国の首都コンスタンティノポリスを包囲。

### 618年
- 中国で煬帝が殺害され隋が滅亡する。李淵が唐を建国。